# ليونارد إس. كولمان جونيور
ليونارد إس. كولمان جونيور (بالإنجليزية: Leonard S. Coleman)‏ هو لاعب كرة قاعدة أمريكي، ولد في 17 فبراير 1949 في نيوآرك في الولايات المتحدة.

## وصلات خارجية
- ليونارد إس. كولمان جونيور على موقع إن إن دي بي (الإنجليزية)